# ساعت نجومی پراگ

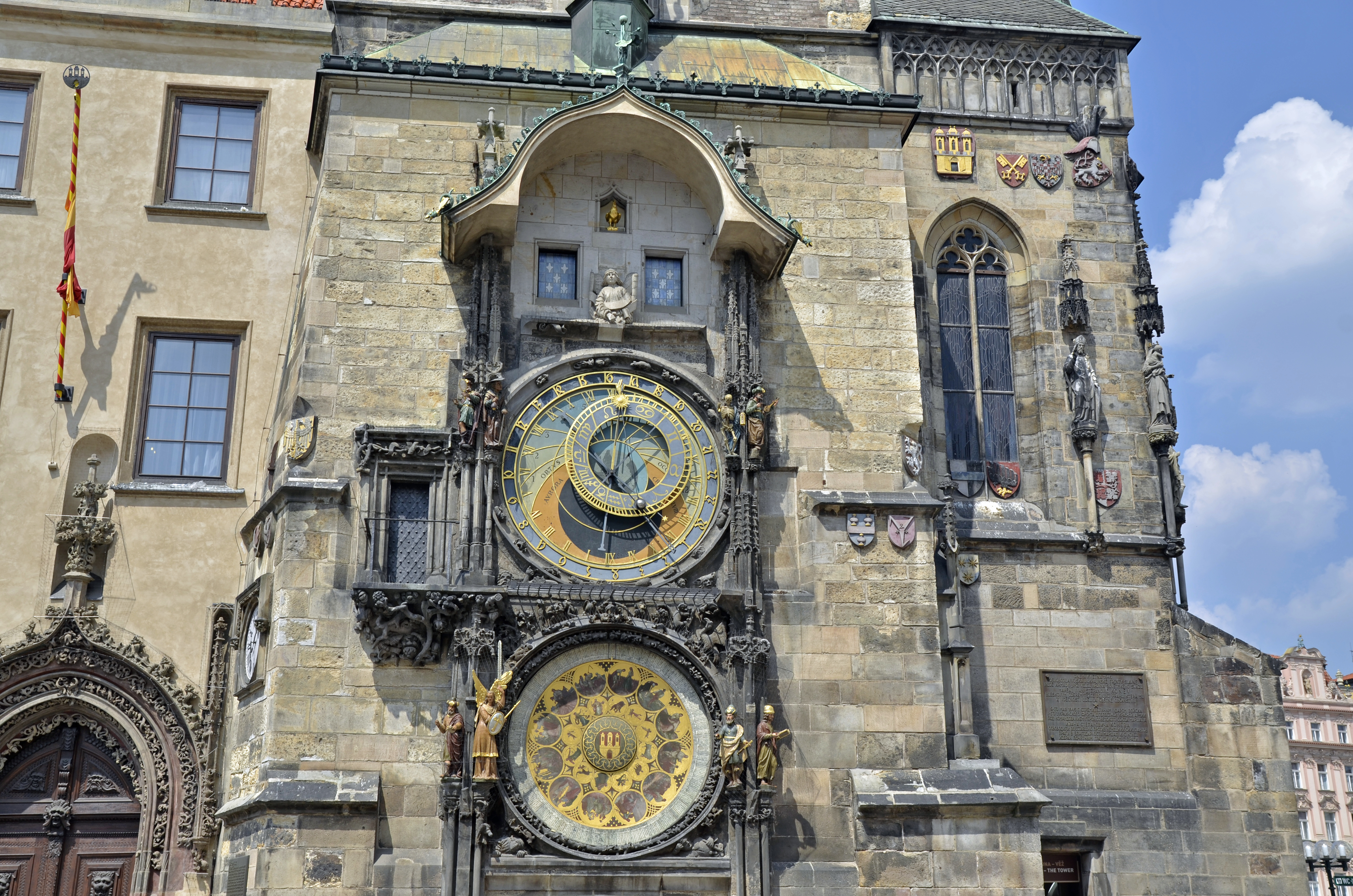
ساعت نجومی پراگ

ساعت نجومی پراگ (چکی: Pražský orloj) یک ساعت نجومی متعلق به ۱۴۱۰، دوران قرون وسطی، واقع در پراگ، پایتخت جمهوری چک، است. این ساعت سومین ساعت نجومی قدیمی جهان است و قدیمی‌ترین ساعت از این دست است که هنوز کار می‌کند.

## شرح
ساعت پراگ در دیواره جنوبی تالار شهر پراگ نصب شده و دارای عقربه‌ای است که موقعیت خورشید و ماه و تقویم و علامت‌های نجومی هر ماه را نشان می‌دهد. حدود سال ۱۴۹۰ میلادی، صفحهٔ سال‌نما به آن اضافه شد و بالای آن را با مجسمه‌های سبک گوتیک تزئین کردند. از نظر قدمت ساعت نجومی پراگ در دنیا رتبهٔ سوم را دارد و قدیمی‌ترین ساعت از این دست است که هنوز کار می‌کند. رأس هر ساعت در بخشی از روز، حرکت دسته‌جمعی شمایل حواریون از دو پنچرهٔ بالای عقربه با موسیقی به نمایش در می‌آید. چهار مجسمهٔ کنار ساعت هم نماد چهار ویژگی به ترتیب از چپ به راست غرور، خساست، مرگ و خوش‌گذرانی است. در زیر این چهار تندیس چهار شمایل دیگر مربوط به یک تاریخ‌نگار، یک فرشته، یک ستاره‌شناس و یک فیلسوف وجود دارد. صفحهٔ نجومی ساعت در واقع یک اسطرلاب مکانیکی است.